# 原子鐘

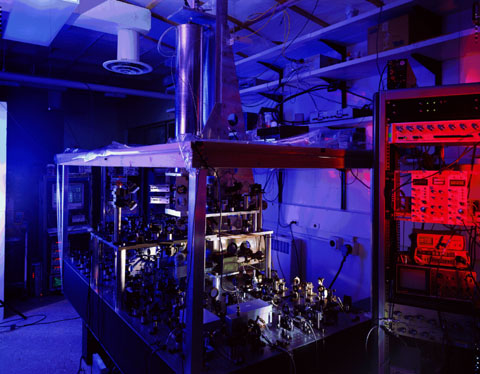
NIST-F1銫噴泉原子鐘，是美國時間和頻率標準，其不確定度約為3×10^{-16}（2013年）。

原子鐘（英語：Atomic clock）是一種時鐘，它以原子共振頻率標準來計算及保持時間的準確。原子鐘是世界上已知最準確的時間測量和頻率標準，也是國際時間和頻率轉換的基準，用來控制電視廣播和全球定位系統衛星的訊號。
原子鐘並不使用放射性計時，而是使用電子轉變能級時釋放的精確微波訊號。早期的原子鐘為附上工具的激微波。今天最好的原子鐘是以原子噴泉中冷原子的吸收光譜法作爲基礎的。

## 歷史

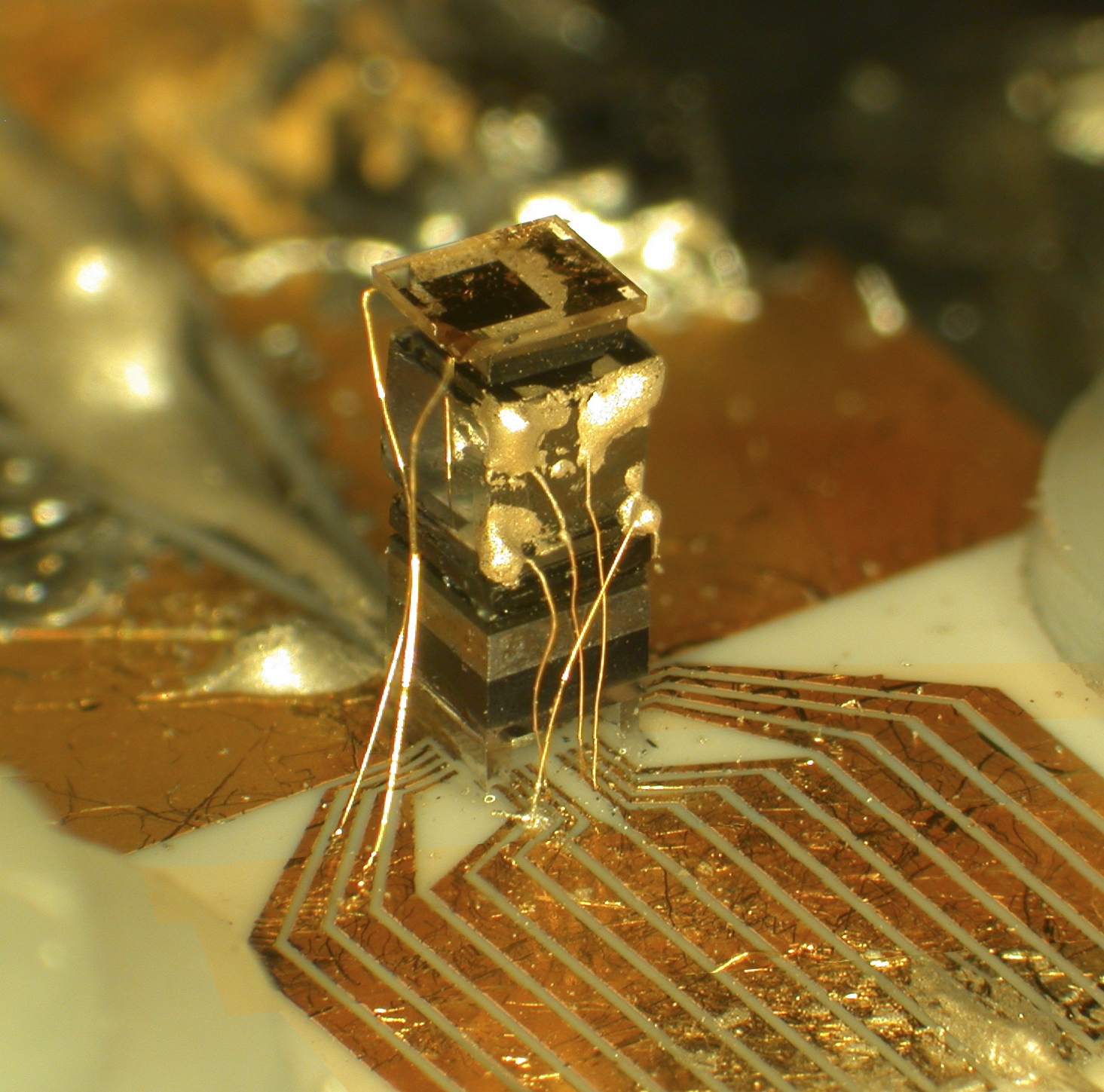
晶片級，例如這個2004年出現的原子鐘，被認為可以大幅提高GPS定位能力

利用原子遷跃來估算時間的概念在1879年首次由開爾文男爵提出。磁共振的方法則由伊西多·拉比在1930年代發展出來，并成為製作原子鐘的核心技術。
1945年，拉比首次公開宣稱原子束磁共振可用於製作鐘錶。第一個原子鐘是氨微波激射器，1949年製成於美國的國家標準局（National Bureau of Standards）。當時使用分子鐘命名，是當時最精確的計時工具，但這個原子鐘還沒有現在的石英鐘準確。
1952年，美國國家標準局宣布了第一個使用銫原子作為振動源的原子鐘。該時鐘名為NBS-1 （页面存档备份，存于）。
1955年，第一個精確的原子鐘由路易斯·埃森根據銫-133的跃迁製成於英國國家物理實驗室。銫原子鐘的標度依照天文學的星曆時（ET）。
自1950年代以來，原子鐘開始依靠氫-1、銫-133和銣-87的超精細遷越製造。第一個商業化的原子鐘是National Company製造的Atomichron，這種原子鐘在1956年至1960年間售出至少50個。這些初代商業原子鐘巨大而笨重，1964年被更輕巧的機架式原子鐘取代。
1971年：铯原子钟环球飞行实验首次证实了狭义相对论,两个经过校准的铯原子钟在经历不同加速历程后产生了误差。
1999年12月29日，NIST-F1 銫原子鐘其不确定度为1.5×10−15，相当于2000万年不差一秒。在2013年，其準確度為每1億年加/減1秒的誤差(3.1 × 10−16)。自1993年至1999年，使用NIST-7原子鐘，不确定度达到5×10−15，相当于600万年不差一秒。

美國國家標準暨技術研究院的NIST原子鐘準確度演進歷程

2004年8月，美國國家標準技術研究所的科學家發明出了晶片尺寸的原子鐘，根據研究人員所述，這種新的原子鐘只有同類的1%大小，所需能量不過125mW。因此該原子鐘可以使用電池來續航，2011年此技術開始商業化。
2011年8月26日，BBC報導英國國家物理實驗室的NPL-CsF2 銫原子鐘在1億3千8百萬年的時間內的誤差不會超過1秒鐘(2.3 × 10−16)
。這一結果在儀器儀表行業期刊Metrologia上發表。
2013年7月9日，巴黎天文台物理學家洛威茨克（Dr Jerome Lodewyck）率領的研究團隊，在「自然通訊」（Nature Communications）期刊發表報告指出，鍶-87原子「光晶格鐘」(optical lattice clock）通過精準度測試，顯示比1967年起採用至今的國際計時基準銫原子鐘還要精確，每3億年才會出現1秒的誤差。有「未來計時器」之稱的光晶格鐘可望改寫1秒的定義，成為新的計時基準。
2014年4月3日，美國国家标准技术研究所的NIST-F2 銫原子鐘正式上線，計劃設計標準為3億年的時間內的誤差不會超過1秒鐘(1 × 10−16)，實際內部測試精度為1.1× 10−16。2014年和2015年三月由国际计量局公布測量出的精度為相當於2億1140萬年不差1秒鐘(1.5 × 10−16)。
2014年8月7日，中国计量科学研究院(NIM)研制并运行的“NIM5铯原子喷泉钟”通过评审 （页面存档备份，存于），被接收为国际计量局（BIPM）认可的基准钟之一，参与驾驭国际原子时（TAI）。NIM5是在科技部和国家自然基金委的支持下，由中国计量科学研究院研制的第二型铯原子喷泉钟(NIM-CsF2)，2010年通过专家鉴定。目前其不确定度为1.5×10−15，相当于2000万年不差一秒。中国计量科学研究院正在进行新一代铯原子喷泉钟NIM6的研制，目前已进入调试阶段，全部完成后时间频率不确定度将达到5×10−16，相当于6000万年不差一秒。2017年改进后的NIM5不确定度达到 （页面存档备份，存于）9×10−16，相當於3500萬年不差一秒 （页面存档备份，存于）。
2016年2月，義大利國立計量研究所(INRiM)，於2016年2月國際計量局(BIPM)報導IT-CsF2 銫原子鐘 （页面存档备份，存于），在1億8千7百萬年的時間內的誤差不會超過1秒鐘(1.7 × 10−16)，使用許多由美國国家标准技术研究所的NIST-F2部件組裝而成。
2016年9月15日，中國載人航天天宮二號空間站，載荷十四項空間科學實驗，其中空間冷銣原子鐘誤差三千萬年加減一秒（1×10−15）。
2019年5月20日，中国计量科学研究院院长方向在接受采访时说。5月20日是第20个“世界计量日”，今年“世界计量日”主题为“国际单位制（SI）——根本性飞跃”（The International System of Units - Fundamentally better）。时间是国际单位制的七个基本物理量之一，是目前所有物理量中准确度最高、应用最广的物理量。方向透露，NIM6铯原子喷泉钟目前正在评定认证过程中，今年有望投入使用。而与NIM5铯原子喷泉钟相较而言，6号有着飞跃性的创新发展，有望达到1亿年不差一秒(3.1×10−16)甚至更精准。“从4号钟、5号钟再到6号钟，从600万年不差一秒精准(5×10−15)至一亿年不差一秒，每一次进步看起来都是微不足道的非常短时间，然而这微小的变化却是这个技术一个时代的更迭进步。”方向感慨，这一代代的演进也很好地诠释了“计量人”的追求，希望时间越来越精准，离时间近一点，再近一点。
2019年6月25日，深空原子鐘樣本2019-036C（页面存档备份，存于）發射首次試飛。NASA噴氣推進實驗室(JPL)的托德·埃利解釋說，這種新的原子鐘利用帶電的汞原子或離子來計時，而目前地球GPS衛星上的原子鐘則使用中性的銣原子來計時。由於深空原子鐘內部的汞原子帶有電荷，它們會被困在電場中，因而無法與其容器壁相互作用﹔相比之下，GPS原子鐘內部的這種相互作用會導致銣原子失去節奏。該項目首席研究員、NASA噴氣推進實驗室(JPL)的伊爾·舒伯特在新聞發布會上說，如果深空原子鐘在太空中試驗的這一年進展順利，那麼它最早在本世紀30年代就可以開始執行任務，能為未來的單向導航打好基礎。宇航員將可以用其在月球表面進行導航，也可以安全地自主執行任務，前往火星以及更遠的深空。減少與地球之間的通信——這將是航天器目前航行方式的巨大改進。
2019年9月11日，在Nature的两篇论文中，Masuda等人和Seiferle等人共同报告了⼀种新型的核鐘(Nuclear clock)，而这个时鐘反而使用原子核的两个状态之间进行转换。这样的核鐘胜过现有的銫原子鐘。核鐘可以应用于暗物质研究和观察物理基本常数的可能变化。这样的釷-229“核鐘”可能达到三千億年誤差不超一秒鐘，大约(1× 10−19)的不确定性。
2019年12月25日，中國計量科學研究院宣布NIM6已完成研發，準確度優於5400萬年不超過一秒(5.8 × 10−16)。
2020年10月27日，國際計量局(BIPM)報導，德國ptb-csf2銫原子鐘 （页面存档备份，存于），在1億8千7百萬年的時間內的誤差不會超過1秒鐘(1.7 × 10−16)。法國syrte-fo2銫原子鐘 （页面存档备份，存于），在1億3千8百萬年的時間內的誤差不會超過1秒鐘(2.3 × 10−16)。俄羅斯su-csfo2銫原子鐘 （页面存档备份，存于），在1億4千4百萬年的時間內的誤差不會超過1秒鐘(2.2 × 10−16)。

## 应用领域
原子钟的发展已促成许多科学和技术进步，例如精确的全球和区域导航卫星系统以及在互联网上的应用，这些技术在很大程度上取决于频率和时间标准。原子钟安装在时间信号无线电发射器的位置。他们应用在一些长波和中波广播电台中，以提供非常精确的载波频率。原子钟在许多科学学科中，如在射电天文学长基线使用干涉测量。

### 全球导航卫星系统
美国空军太空司令部运营的全球定位系统（GPS）提供了非常准确的定时和频率信号。GPS接收器通过测量至少四个但通常更多的GPS卫星的信号的相对时间延迟来工作，每个GPS卫星至少具有两个机载铯和两个铷原子钟。相对时间在数学上转换为三个绝对空间坐标和一个绝对时间坐标。GPS时间（GPST）是一个连续的时间标度，理论上精确到大约14纳秒。然而，大多数接收器在信号中会失去准确性，并且仅精确到100纳秒。GPST与TAI（国际原子时间）和UTC（协调世界时）相关，但有所不同。GPST与TAI保持恒定的偏移量（TAI–GPST=19秒），并且像TAI一样不执行闰秒。定期对卫星中的车载时钟进行校正，以使其与地面时钟保持同步。GPS导航消息包括GPST和UTC之间的差异。截至2015年7月，GPST比UTC提前17秒，因为UTC在2015年6月30日增加了闰秒。接收机从GPS时间中减去此偏移量以计算UTC和特定时区值。
俄罗斯航天集团运营的格洛纳斯系统（GLONASS）提供了全球定位系统（GPS）系统的替代方案，并且是第二个在全球范围内运行且具有相当精度的导航系统。GLONASS时间（GLONASST）由GLONASS中央同步器生成，通常优于1000纳秒。与GPS不同，GLONASS时标像UTC一样实现闰秒精确。

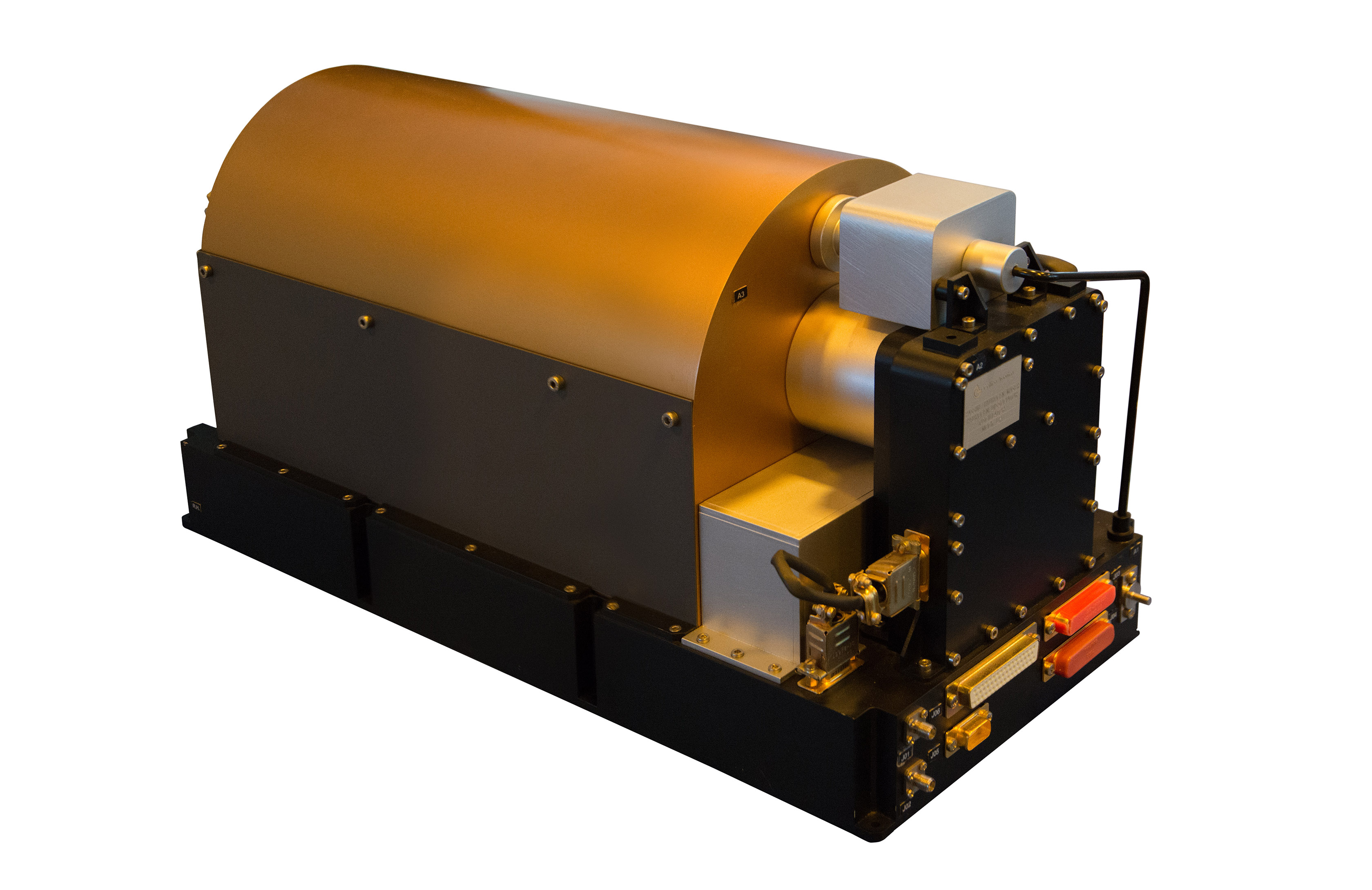
伽利略定位系统卫星使用的太空无源氢作为机载计时系统的主时钟

伽利略定位系统是由操作欧洲导航卫星系统管理局(GNSS)和欧洲空间局和附近实现全面运行覆盖全球。伽利略于2016年12月15日开始提供全球早期作战能力（EOC），提供第三套，也是第一套非军用的全球导航卫星系统，当时计划在2019年达到完全作战能力（FOC）。为了实现伽利略的FOC覆盖星座目标，需要添加计划中的额外卫星。伽利略系统时间（GST）是一个连续的时间标度，它是由地面站意大利富奇诺伽利略控制中心生成的精确定时设施，它基于不同原子钟的平均值，并由伽利略中央部分维护，并与TAI，标称偏移低于50纳秒。根据GNSS机构的说法，伽利略提供30纳秒的定时精度。欧洲GNSS服务中心于2018年3月发布的季度绩效报告指出，UTC时间传播服务精度为≤7.6纳秒，这是通过在过去12个月中累计样本并超过≤30纳秒的目标得出的。每个伽利略卫星都有两个被动式氢微波激射器和两个铷原子钟，用于机载计时。伽利略导航信息包括GST，UTC和GPST之间的差异（以促进互操作性）。
北斗卫星导航系统北斗2/北斗-3是由中国国家航天局运营。北斗时间（BDT）是从2006年1月1日UTC0:00:00开始的连续时间标度，并在100纳秒内与UTC同步。北斗于2011年12月在中国投入使用，使用了10颗卫星，并于2012年12月开始为亚太地区的客户提供服务。2018年12月27日，北斗导航卫星系统开始提供据报道的20纳秒定时精度的全球服务。覆盖全球的第35颗也是最后一颗北斗3号卫星于2020年6月23日发射入轨道。

### 无线电发射机时间信号
无线电时钟是由政府无线电的装置通过接收的无线电接收器自动同步本身的时间信号。许多零售商将电子钟作为原子钟销售不准确。尽管它们接收到的无线电信号来自原子钟，但它们本身并不是原子钟。普通的低成本消费级接收机仅依靠幅度调制的时间信号，并使用带有小型铁氧体线圈天线的窄带接收机（带宽为10 Hz）以及具有非最佳数字信号处理延迟的电路，因此只能期望以±0.1秒的实际不确定性精度来确定秒的开始。这对于使用标准质量石英钟的无线电控制的低成本消费级时钟进行每日同步的计时就足够了。仪器等级的时间接收器可提供更高的精度。距无线电发射器每300公里（186英里）的距离，此类设备会产生大约1毫秒的传输延迟，许多政府出于发射时间的考虑而操作发射器。

## 外部鏈結
- What is a Cesium atom clock?
- S.R. Jefferts, T.P. Heavner, T.E. Parker and J.H. Shirley (NIST Time and Frequency Division).  (PDF). Acta Physica Polonica A. 2007, 112 (5): 759 ff  [2014-04-26]. Bibcode:2007AcPPA.112..759J. （原始内容存档 (PDF)于2021-01-07）.
- National Research Council of Canada: Optical frequency standard based on a single trapped ion
- United States Naval Observatory Time Service Department （页面存档备份，存于）
- PTB Braunschweig, Germany - with link in English language （页面存档备份，存于）
- National Physical Laboratory (UK) time website
- NIST Internet Time Service (ITS): Set Your Computer Clock Via the Internet
- NIST website
- Web pages on atomic clocks （页面存档备份，存于） by The Science Museum (London)
- Optical Atomic Clock （页面存档备份，存于） BBC, 2005
- Optical lattice clock; Journal of the Physical Society of Japan
- The atomic fountain
- 國際計量局(BIPM)的協調世界時(UTC)年度報告 （页面存档备份，存于）
- 國際計量局(BIPM)的基準原子鐘年度評鑑 （页面存档备份，存于）
- 儒略日(JD)-公曆轉換 公式：簡化儒略日(MJD)=JD-2400000.5 （页面存档备份，存于）